# Campeonato Mundial de Judô Masculino de 1967
O Campeonato Mundial de Judô de 1967 foi a 5° edição do Campeonato Mundial de Judô, realizada em Salt Lake City, Estados Unidos, em 9 a 11 de agosto de 1967.

## Medalhistas

### Homens
| Evento | Ouro              | Prata            | Bronze                            |
| ------ | ----------------- | ---------------- | --------------------------------- |
| -63 kg | Takafumi Shigeoka | Hirofumi Matsuda | Kim Byung-Sik Sergei Susulin      |
| -70 kg | Hiroshi Minatoya  | Park Keil-Soon   | Takehide Nakatani Park Chung-Sam  |
| -80 kg | Eiji Maruki       | Martin Poglajen  | Shinichi Enshu Brian Jacks        |
| -93 kg | Nobuyuki Sato     | Osamu Sato       | Ernst Eugster Peter Hermann       |
| +93 kg | Wim Ruska         | Nobuyuki Maejima | Anzor Kiknadze Takeshi Matsuzaka  |
| Aberto | Mitsuo Matsunaga  | Klaus Glahn      | Peter Hermann Masatoshi Shinomaki |

### Quadro de Medalhas
| Ordem | País            | Medalha de ouro | Medalha de prata | Medalha de bronze | Total |
| ----- | --------------- | --------------- | ---------------- | ----------------- | ----- |
| 1     | Japão           | 5               | 3                | 4                 | 12    |
| 2     | Países Baixos   | 1               | 1                | 1                 | 3     |
| 3     | Alemanha        | 0               | 1                | 2                 | 3     |
| 3     | Coreia do Sul   | 0               | 1                | 2                 | 3     |
| 5     | União Soviética | 0               | 0                | 2                 | 2     |
| 6     | Grã-Bretanha    | 0               | 0                | 1                 | 1     |